# François-Vincent Toussaint
François-Vincent Toussaint (Parigi, 21 dicembre 1715 – Berlino, 22 giugno 1772) è stato uno scrittore, traduttore ed enciclopedista francese.

## Biografia
Dopo aver frequentato la facoltà di diritto all'università di Parigi, nel 1741 diventò avvocato del Parlamento, praticando anche per un breve periodo. In mancanza di una vera vocazione per l'impegno forense, si dedicò completamente all'attività letteraria, senza però mai diventare un autore di successo e accettato dall'apparato culturale francese. Con Denis Diderot e Marc-Antoine Eidous lavorò alla traduzione francese del Dictionnaire universel de medicine (Parigi, 1746-1748) del medico inglese Robert James. Nel 1748 pubblicò con lo pseudonimo di Panage l'opera che lo rese famoso, Les Mœurs.
Immediatamente dopo la sua uscita, il 6 maggio essa venne condannata e fatta bruciare al rogo dalla corte del Parlamento di Parigi. Il libro poneva per la prima volta in termini molto coraggiosi il primato di una morale naturale svincolata da ogni credenza religiosa e da ogni culto esteriore.
Per i suoi contenuti eterodossi l'opera suscitò un grande scandalo. L'autore evitò il carcere per l'intervento del presidente del consiglio della marina il conte Jean-Frédéric Phélypeaux de Maurepas. Les Mœurs venne pubblicato in più di trenta ristampe in francese e fu tradotto anche in tedesco e in inglese. Toussaint non ricevette però da questa impresa editoriale alcun concreto vantaggio economico. A partire dal 1746 contribuì con più di trecento lemmi di carattere giuridico ai primi due volumi dell'Encyclopédie di Jean le Rond d'Alembert e Denis Diderot.
Diresse per brevi periodi alcune delle più prestigiose riviste parigine, come il Journal étranger e le Observations périodiques sur la Physique, l'Histoire Naturelle, & les Beaux Arts. Divenne anche un apprezzato traduttore di romanzi inglesi, quali ad esempio La vie et les aventures du Petit Pompée di Francis Coventry e l'Histoire et aventures de Sir Williams Pickle di Tobias Smollett. Nel 1761 lasciò Parigi per stabilirsi a Bruxelles nella speranza di migliorare la sua condizione di scrittore. Qui si dedicò ancora all'attività giornalistica e a quella pubblicistica. Nel 1762 fece ad esempio stampare a Amsterdam l'opera Eclaircissement sur les mœurs a parziale ritrattazione di ciò che aveva scritto ne Les Mœurs. Dopo aver compreso che a Bruxelles non c'era alcuna concreta possibilità di migliorare la sua situazione economica, nel 1764 accettò l'offerta di Federico II di Prussia di trasferirsi a Berlino.
Operò come membro attivo dell'Académie royale des sciences de Prusse e come docente di logica, di retorica e di storia delle belle arti presso l'Académie Royale des Gentils-Hommes. Nel 1768 pubblicò la traduzione in prosa delle favole di Christian Fürchtegott Gellert, Extrait des oeuvres de Mr. Gellert contenant ses apologues, ses fables, et ses histoires, ottenendo delle lusinghiere critiche da parte sia della stampa germanofona, sia dei principali esponenti del Refuge ugonotto prussiano. All'inizio dello stesso anno il famoso storico dell'arte tedesco Johann Joachim Winckelmann, su consiglio dell'amico e corrispondente Heinrich Wilhelm Muzell, gli affidò il compito di tradurre in francese la riedizione della Storia dell'arte dell'antichità, di cui portò a termine, anche a causa della morte, solo i primi due capitoli e mezzo.

## Opere
- Les Mœurs, s.l., s.e., 1748.
- Histoire des Passions, ou Avantures Du Chevalier Shroop. Ouvrage traduit de l'anglois. I. & II. Partie, La Haye, Jacques Neaulme, 1751.
- Eclaircissement sur les mœurs. Par l'auteur des Mœurs, Amsterdam, Marc Michel Rey, 1762.

## Traduzioni
- La vie et les aventures du Petit Pompée. Histoire critique. Traduite par l'Anglois par M. Toussaint, I, Londres, Marc Michel Rey, 1752.
- Histoire et aventures de Sir Williams Pickle. Ouvrage traduit de l'Anglois, I, Amsterdam, Marc Michel Rey, 1753.
- Extrait des oeuvres de Mr. Gellert contenant ses apologues, ses fables, et ses histoires, traduit de l'allemand en françois par M. Toussaint, II, Zullichow, Aux Depens de la Maison des Orphelins et de Frommann, 1768.